# Arquitectura jong

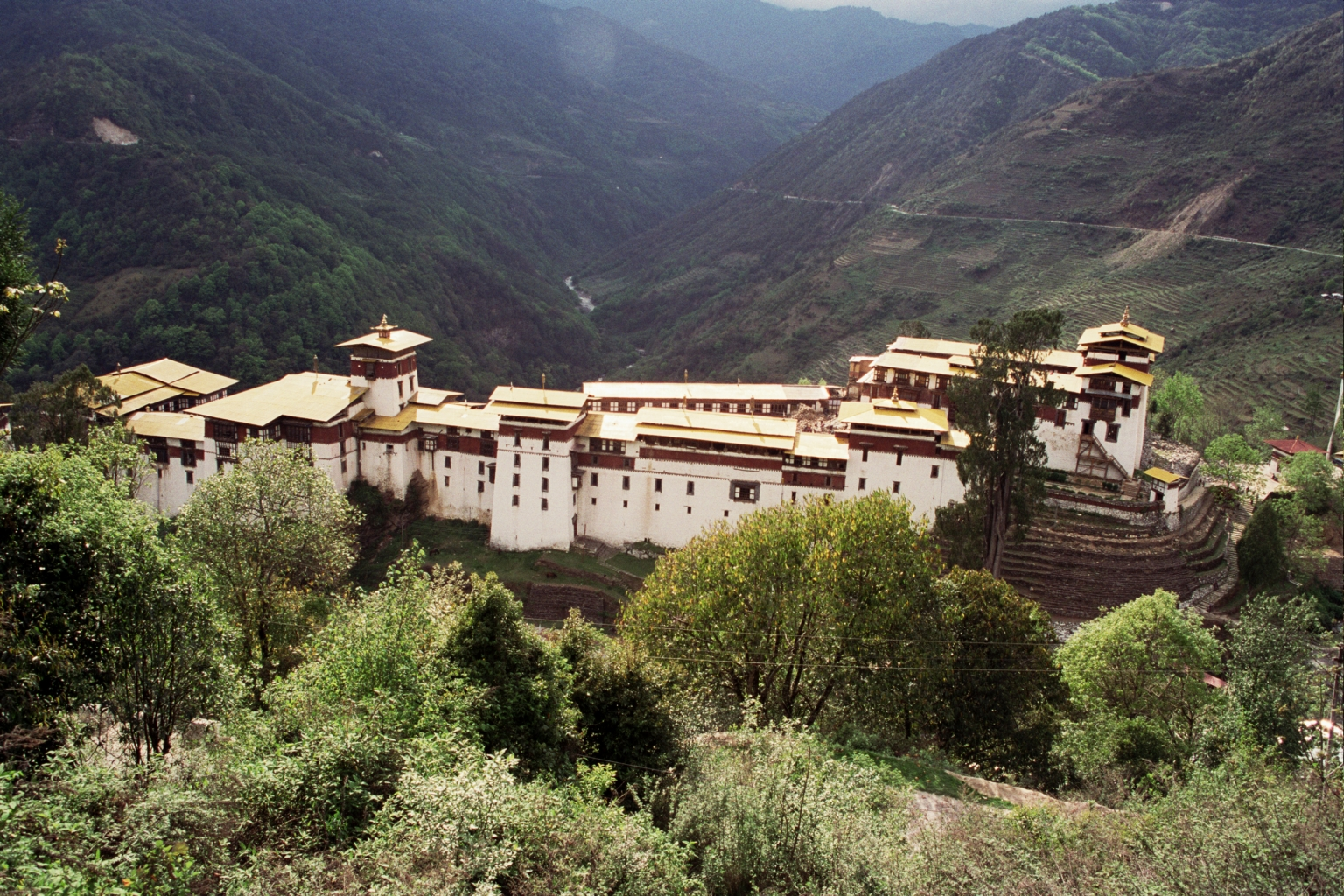
Fortaleza Trongsa, en Bután.

Se entiende por arquitectura jong o dzong (en tibetano: རྫོང་, en transliteración Wylie: rDzong) al estilo en que se construyeron una serie de fortalezas-monasterio en las regiones del sur del Himalaya, visible especialmente en Bután. Los espacios, patios y edificios, quedan definidos por una construcción masiva de muros pautados con torres. Estas fortificaciones se construyeron con fines militares, religiosos (servían de hogar a monjes budistas), y administrativos.
Los jongs o dzongs existen desde los primeros siglos del segundo milenio, si bien su época de esplendor fue el siglo XVII.

## Características

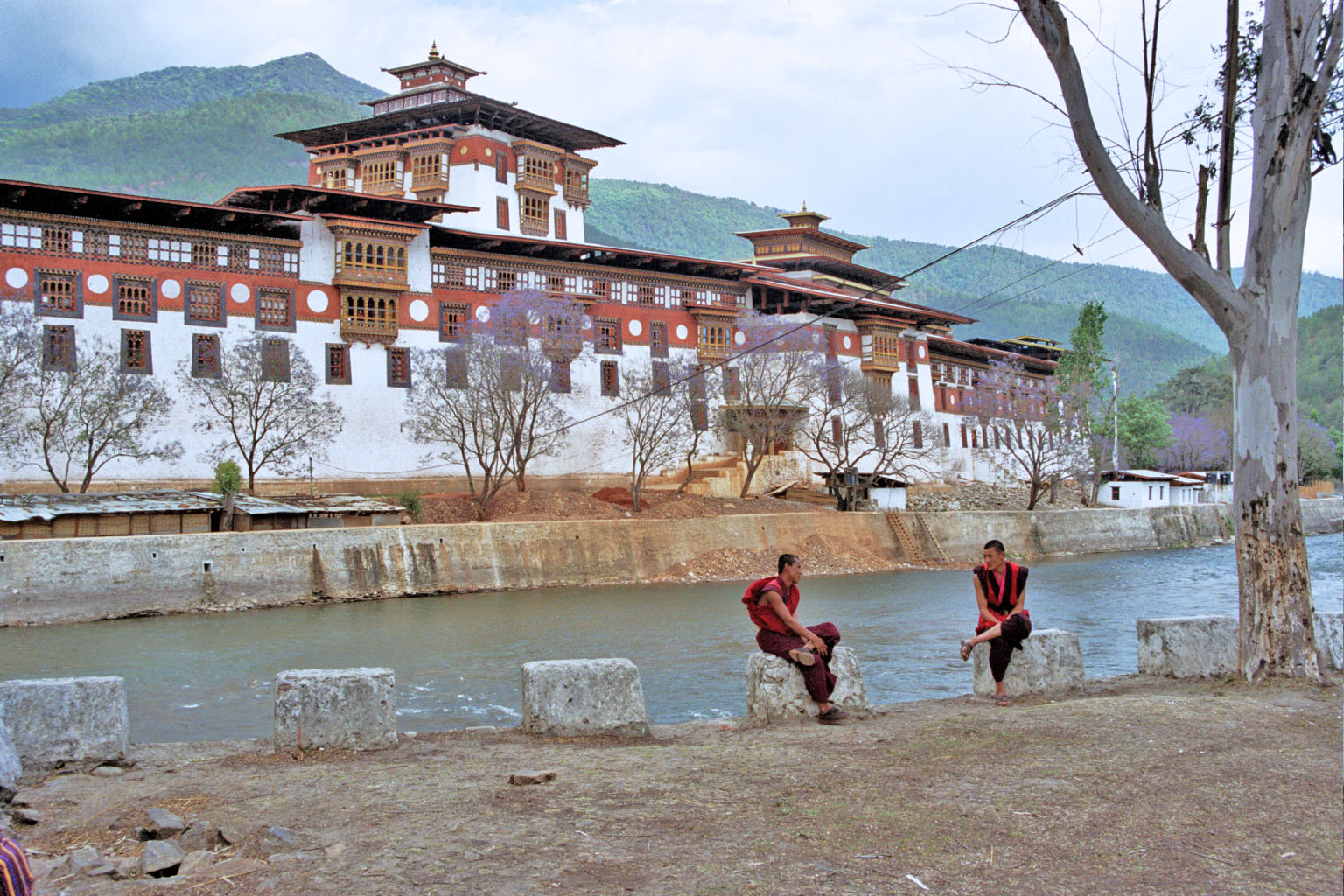
Dzong de Punakha.

- Muros altos de ladrillo y piedra pintados de blanco. En su base disponen de muy pocas o ninguna ventana.
- Bandas rojizas cerca del tope de los muros, a veces puntuadas por grandes círculos dorados.
- Suelos de los templos de estilo chino.
- Entradas masivas construidas de madera y hierro.
- Patios interiores y templos profusamente decorados con motivos budistas.

## Los dzongs en Bután
En Bután los dzongs forman parte de su organización territorial, constituyendo un caso particular en el mundo actual. Cada dzong está a la cabeza de un distrito, y en su interior están repartidos los tres poderes: ejecutivo, legislativo y judicial. Además, es sede tanto del gobierno político como del religioso (budista).

## Ejemplos
- Dzong Gasa
- Dzong Tashichoe
- Dzong Punakha